# Hôtel de ville de Chaumont
L'hôtel de ville de Chaumont est un édifice civil situé au centre-ville de Chaumont, sur la place de la Concorde. Il fait l’objet d’une inscription au titre des monuments historiques depuis le 13 juillet 1926.

## Historique
Il fut construit de 1787 à 1790 sur les plans de l'architecte François-Nicolas Lancret afin de loger dans un nouveau bâtiment les services municipaux qui se trouvaient « à l'étroit » dans la Tour du Barle.

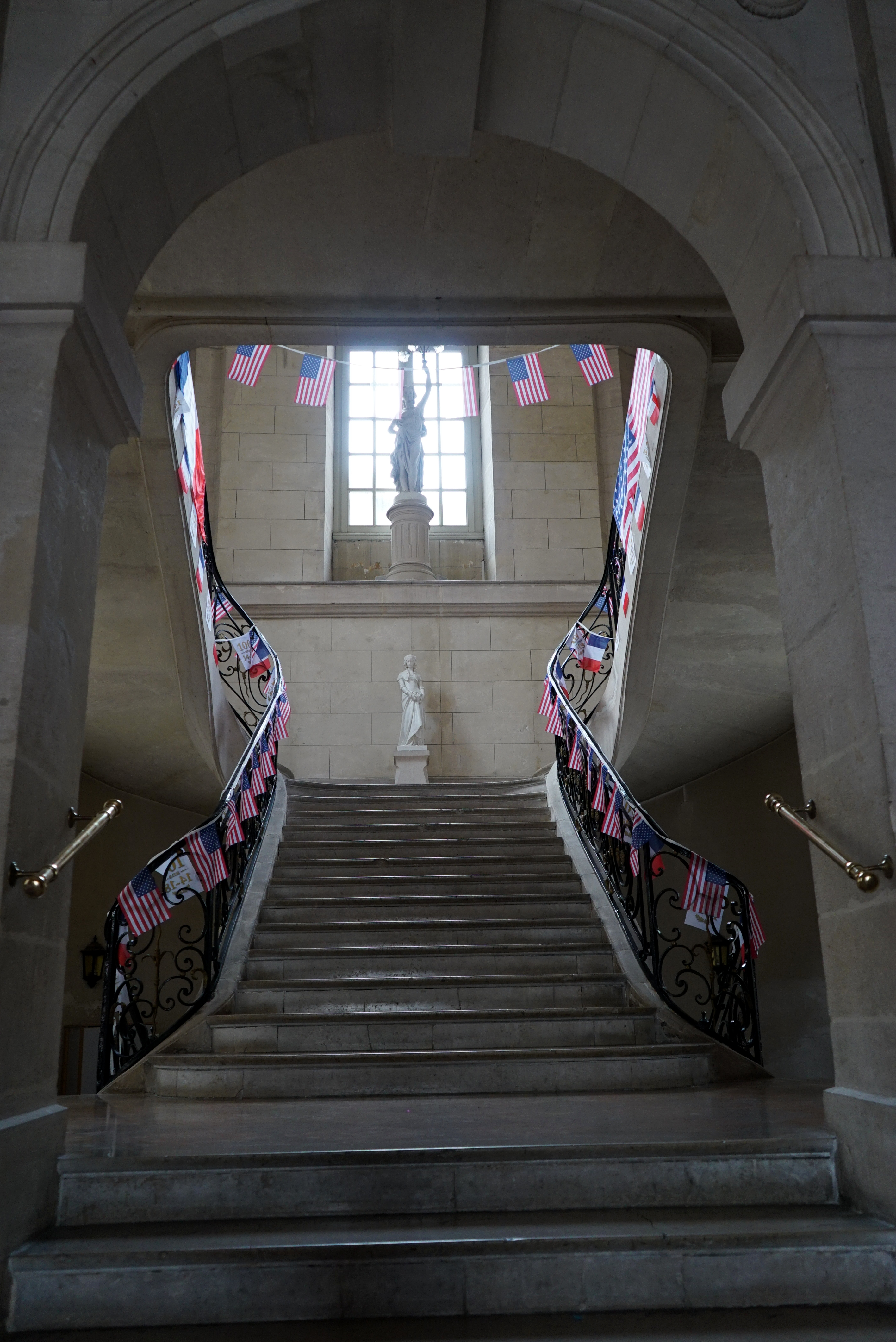
Escalier d'honneur
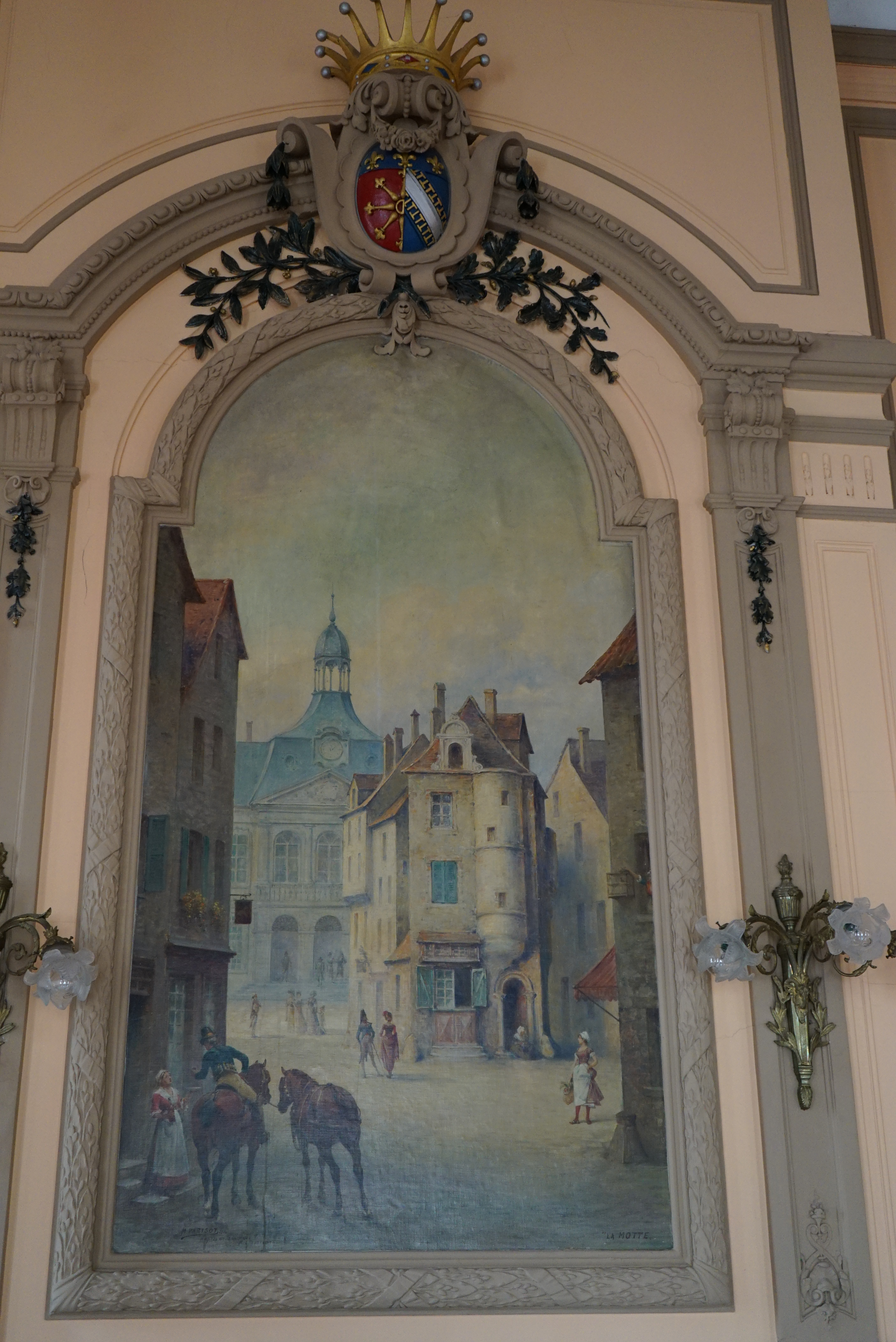
Peinture murale dans la salle des mariages représentant la place de l'hôtel de ville au 19e siècle
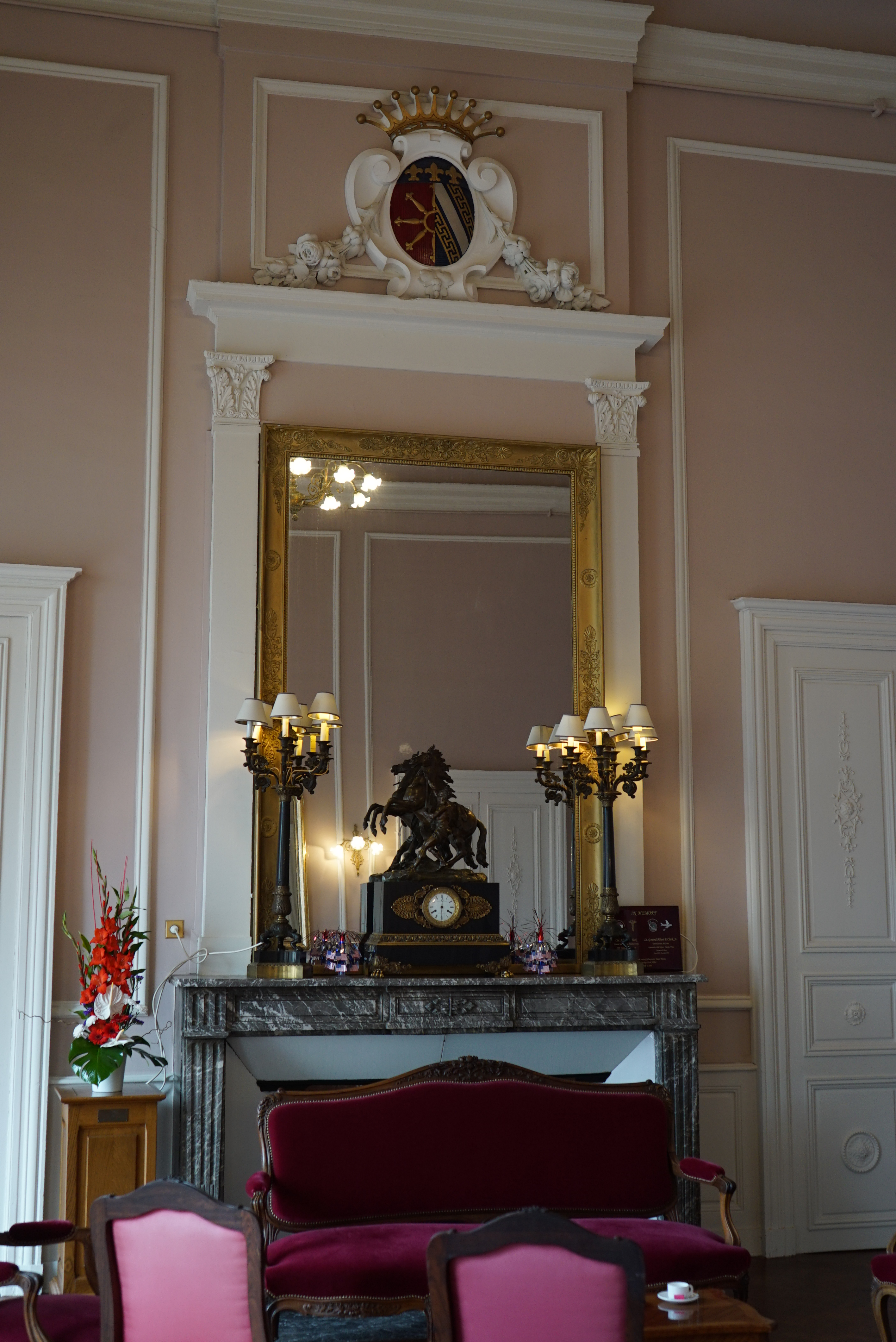
Bureau du maire
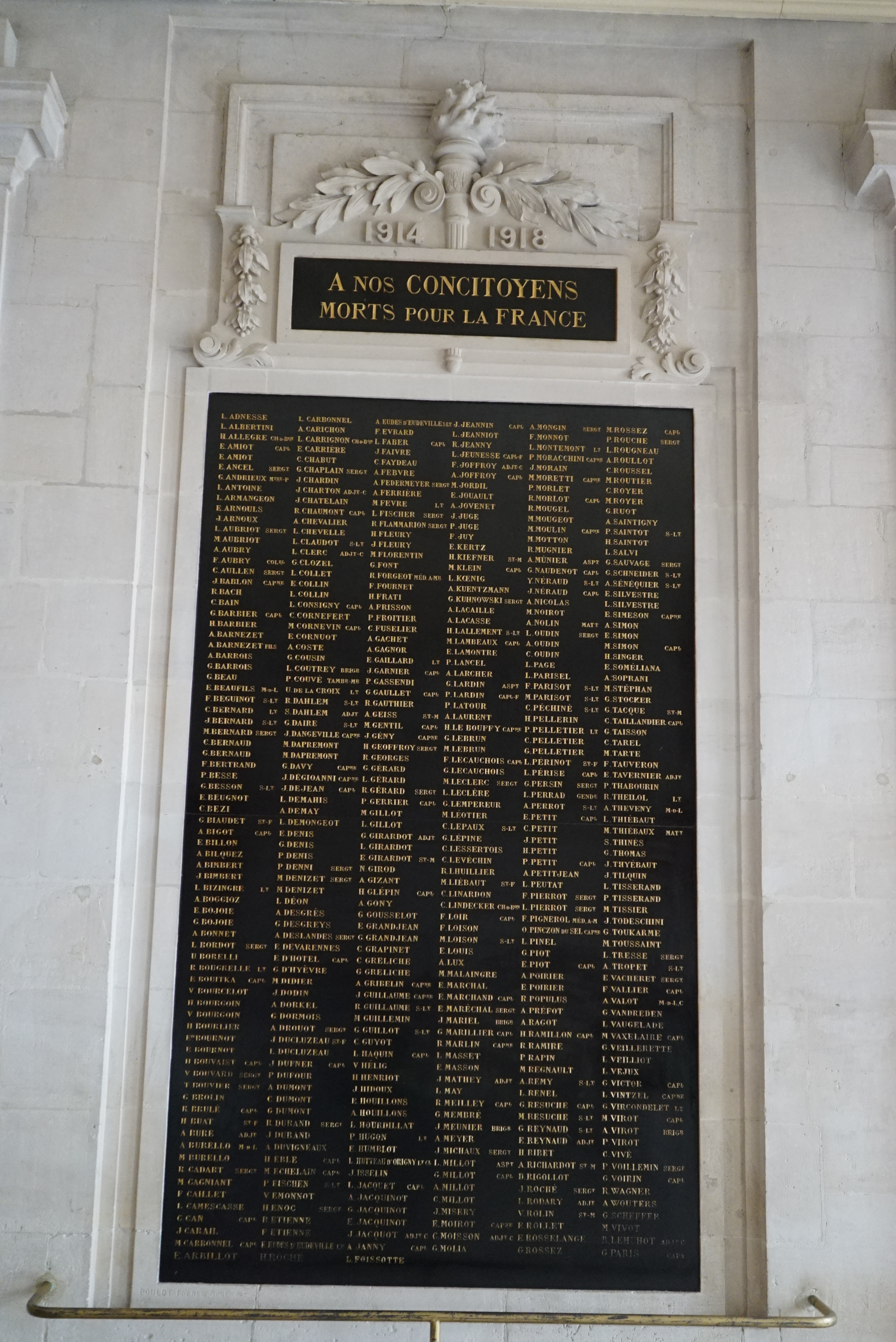
Monument aux morts dans le hall
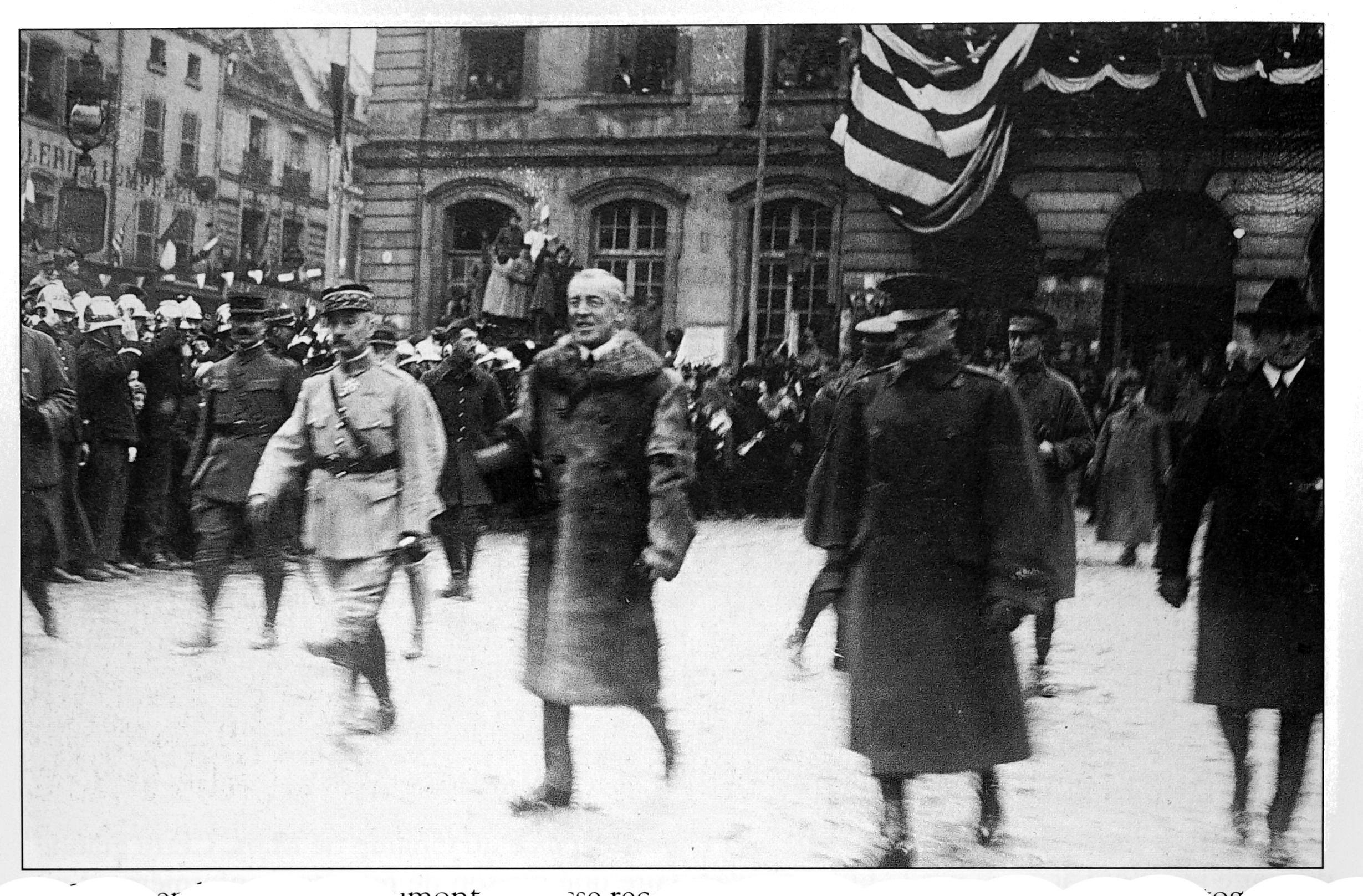
Visite du président Woodrow Wilson et du général Pershing en 1918
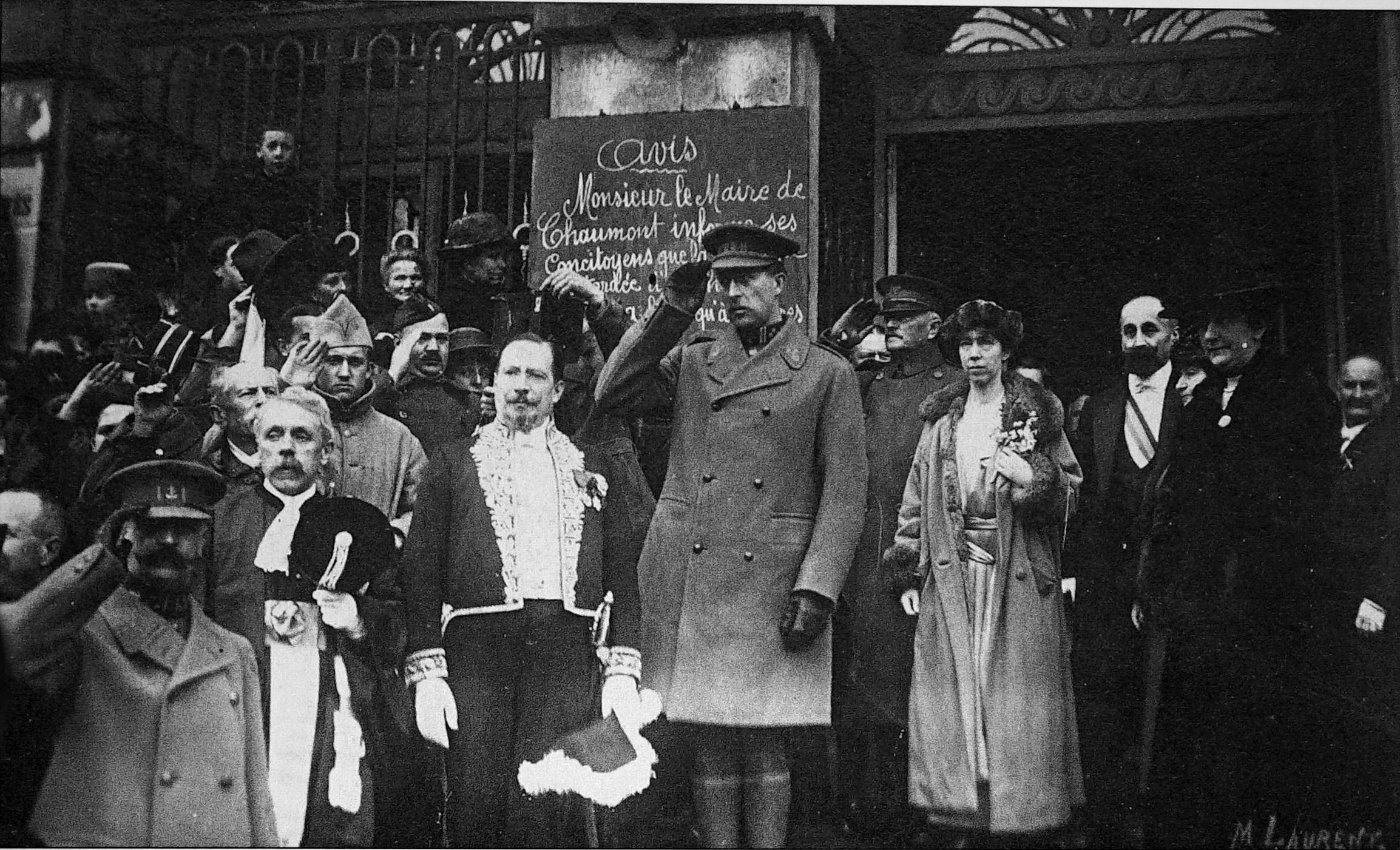
Visite du roi Albert Ier en 1919

## Description
L'édifice est construit dans le style Louis XVI avec un toit à la Mansart à forte pente couvert d'ardoises et avec des lucarnes. Il présente une façade aux lignes droites et aux courbes régulières ainsi que l'usage des symétries. Le corps central de la façade est couronné par un fronton triangulaire portant les armes de la ville.
À l'intérieur il y a un grand hall et un escalier à double révolution remarquable.